# قلعه چهل دختر (کاشمر)
قلعه چهل دختر نام قلعه‌ای تاریخی مربوط به دورهٔ اسماعیلیان واقع در ارتفاعات شهر کاشمر است. هم‌اکنون از این قلعه جزء خرابه چیزی باقی نمانده است.